# Peperomia trichomanoides
Peperomia trichomanoides là một loài thực vật có hoa trong họ Hồ tiêu. Loài này được Grayum miêu tả khoa học đầu tiên năm 1995.